# HD 45509
HD 45509，又名CP-52 919，SAO 234488、HR 2341，是一颗恒星，视星等为6.51，位于銀經261.36，銀緯-25.19，其B1900.0坐标为赤經6h 22m 35.9s，赤緯-52° -25.19′ 57″。